# Pretty Baby
Pretty Baby (bra: Pretty Baby - Menina Bonita) é um filme estadunidense de 1978, do gênero drama, dirigido por Louis Malle.
Pretty Baby marca a estreia de Malle na direção.

## Sinopse
Em 1917, na cidade de New Orleans, a filha de uma prostituta é criada em um bordel, onde cuida do seu irmão e se prepara para seguir os passos da mãe. Com doze anos de idade, ela tem sua virgindade leiloada, a mãe se casa e a abandona, e a menina casa com um fotógrafo bem mais velho do que ela.

## Elenco
- Brooke Shields ...... Violet
- Keith Carradine ...... E. J. Bellocq
- Susan Sarandon ...... Hattie
- Frances Faye ...... Nell
- Antonio Fargas ...... Professor
- Matthew Anton ...... Red Top
- Diana Scarwid ...... Frieda
- Barbara Steele ...... Josephine
- Seret Scott ...... Flora
- Cheryl Markowitz ...... Gussie
- Susan Manskey ...... Fanny
- Laura Zimmerman ...... Agnes
- Miz Mary ...... Odette
- Gerrit Graham ...... Highpockets
- Mae Mercer ...... Mama Mosebery

## Prêmios e indicações
| Prêmio/evento           | Categoria                     | Recipiente            | Resultado |
| ----------------------- | ----------------------------- | --------------------- | --------- |
| Oscar 1979              | Melhor trilha sonora adaptada | Jerry Wexler          | Indicado  |
| Festival de Cannes 1978 | Grande Prêmio Técnico         | Grande Prêmio Técnico | Venceu    |
| Festival de Cannes 1978 | Melhor filme (Palma de Ouro)  | Louis Malle           | Indicado  |